# 1934 en architecture
| Années de l'architecture : 1931 - 1932 - 1933 - 1934 - 1935 - 1936 - 1937    |
| Décennies de l'architecture : 1900 - 1910 - 1920 - 1930 - 1940 - 1950 - 1960 |

Cet article présente les faits marquants de l'année 1934 en architecture.

## Réalisations
- Les hôtels particuliers de la rue Mallet-Stevens à Paris XVIe sont tous achevés.
- L'architecte franco-suisse Le Corbusier travaille aux États-Unis.

## Récompenses
- Royal Gold Medal : Henry Vaughan Lanchester.
- Grand Prix de Rome, architecture : Georges Letélié.

## Naissances
- 30 mars Hans Hollein, architecte et urbaniste autrichien, mort le 24 avril 2014.
- 8 avril : Kisho Kurokawa, mort le 12 octobre 2007.
- 9 juillet : Michael Graves.
- 12 octobre : Richard Meier.

## Décès
- 17 mai : Cass Gilbert (° 1859).
- 12 août : Hendrik Petrus Berlage (° 1856).
- 14 août : Raymond Hood (° 1881).
- 4 octobre : Henry Sproatt (° 1866).
- 13 décembre : Henri-Paul Nénot (° 27 mai 1853).